# Daniel Sydlik
Daniel Sydlik (ur. luty 1919 w Belleville w Stany Zjednoczone, zm. 18 kwietnia 2006 w Nowym Jorku) – amerykański działacz religijny, członek Ciała Kierowniczego Świadków Jehowy.

## Życiorys
Wychowywał się na farmie w stanie Michigan w Stanach Zjednoczonych, wychowywany był przez matkę – imigrantkę z Polski (ojciec zmarł w 1919 roku, będąc już Międzynarodowym Badaczem Pisma Świętego, jak wówczas nazywano Świadków Jehowy). Miał pięcioro rodzeństwa. Wkrótce został ochrzczony. We wrześniu 1941 roku został pionierem, czyli kaznodzieją pełnoczasowym. W roku 1942 Towarzystwo Strażnica wysłało Sydlika w charakterze pioniera specjalnego do San Pedro w Kalifornii. Współpracował tam z rodziną Boydów. Potem skierowany został do Richmond.
17 lipca 1944 roku za odmowę służby wojskowej został skazany na trzy lata ciężkich robót w federalnym zakładzie karnym McNeil Island w stanie Waszyngton. Tam też był odwiedzany przez A. H. Macmillana z Głównego Biura Towarzystwa Strażnica. W 1946 roku został zwolniony z więzienia i rozpoczął działalność kaznodziejską w Hollywood. 20 sierpnia 1946 roku zachęcony został przez Miltona Henschela do pracy jako wolontariusz w Betel – w Biurze Głównym Świadków Jehowy w Nowym Jorku. Pracował tam w introligatorni, w dziale prenumerat, brał udział w nadawaniu audycji w rozgłośni WBBR. Przez 20 lat pracował w dziale redakcyjnym. Od listopada 1974 roku, do końca swego życia w 2006 roku, był członkiem Ciała Kierowniczego. Jego żoną była Marina – pochodząca z miasta Hebburn w Anglii, którą poślubił w roku 1970. Często z nią podróżował po świecie, będąc na międzynarodowych kongresach (również w Polsce: 1985, 1989). Z oficjalną wizytą do Polski przybył pod koniec listopada 1977 roku, gdzie w roku 1999 był także na uroczystym otwarciu Sal Zgromadzeń.